# Metromania
Metromania – dwunasty album studyjny niemieckiej grupy rockowej Eloy, wydany w 1984 roku nakładem Harvest Records.

## Lista utworów
Opracowano na podstawie materiału źródłowego.
Wydanie LP:
Strona A
| Nr | Tytuł utworu            | Muzyka | Długość |
| -- | ----------------------- | ------ | ------- |
| 1. | „Escape to the Heights” | Eloy   | 5:03    |
| 2. | „Seeds of Creation”     | Eloy   | 4:28    |
| 3. | „All Life is One”       | Eloy   | 6:28    |
| 4. | „The Stranger”          | Eloy   | 3:59    |
|    |                         |        | 19:58   |

Strona B
| Nr | Tytuł utworu       | Muzyka | Długość |
| -- | ------------------ | ------ | ------- |
| 1. | „Follow the Light” | Eloy   | 9:37    |
| 2. | „Nightriders”      | Eloy   | 4:39    |
| 3. | „Metromania”       | Eloy   | 6:10    |
|    |                    |        | 20:26   |

## Twórcy
Opracowano na podstawie materiału źródłowego.
Muzycy:
- Hannes Arkona – gitara, keyboardy, instrumenty perkusyjne
- Frank Bornemann – gitara, śpiew
- Hannes Folberth – keyboardy
- Klaus-Peter Matziol – gitara basowa
- Fritz Randow – perkusja, instrumenty perkusyjne

Dodatkowi muzycy:
- Kalle Bösel, Michael "Flexe" Flechsig, Jane "Janie" James, Sabine Matziol, Rainer Przywara, Romy Singh, Monika, Susanne — wokal wspierający

Produkcja:
- Frank Bornemann – produkcja muzyczna
- Bernd Jost, Harald Lepschies, Jan Nemec, Thomas Stiehler - inżynieria dźwięku
- Rodney Matthews – obraz na okładce